# Zdzisław Kropidłowski
Zdzisław Andrzej Kropidłowski – polski duchowny, historyk, dr hab. nauk humanistycznych, profesor nadzwyczajny i kierownik Katedry Informacji Naukowej i Bibliologii Wydziału Administracji i Nauk Społecznych Uniwersytetu Kazimierza Wielkiego.

## Życiorys
Święcenia prezbiteratu przyjął 18 grudnia 1977. W latach 1978–1980 posługiwał jako wikariusz w parafii św. Mateusza Apostoła w Nowym Stawie, w latach 1988–1991 w parafii św. Brygidy w Gdańsku. Od 1 lipca 2001 do 31 lipca 2004 był proboszczem parafii św. Stanisława Kostki w Gdańsku, od 1 sierpnia 2004 do 10 grudnia 2013 wikariuszem w parafii św. Józefa w Gdańsku-Przymorzu. Od 20 grudnia 2008 kanonik honorowy kapituły archikatedralnej w Gdańsku. Od 25 sierpnia 2021 pełni pomoc duszpasterską w parafii św. Wojciecha w Kielnie.
25 maja 1998 habilitował się na podstawie pracy zatytułowanej Samopomoc w korporacjach rzemieślniczych Gdańska, Torunia i Elbląga w XIV–XVIII w.. Był profesorem nadzwyczajnym i kierownikiem w Katedrze Informacji Naukowej i Bibliologii na Wydziale Administracji i Nauk Społecznych Uniwersytetu Kazimierza Wielkiego, a także zastępcą prezesa Pomorskiego Towarzystwa Filozoficzno-Teologicznego. 10 marca 2020 uzyskał tytuł profesora nauk humanistycznych. Został zatrudniony na stanowisku profesora w Instytucie Komunikacji Społecznej i Mediów Uniwersytetu Kazimierza Wielkiego.
Ks. Prof. dr hab. Zdzisław Kropidłowski jest członkiem Wydziału I Nauk Społecznych i Humanistycznych Gdańskiego Towarzystwa Naukowego. W 1989 założył czasopismo naukowe (półrocznik) „Universitas Gedanensis”, będące początkowo pismem naukowym Gdańskiego Instytutu Teologicznego, obecnie wydawane przez Pomorskie Towarzystwo Filozoficzno-Teologiczne w Gdańsku.

## Odznaczenia
- Srebrny Krzyż Zasługi (13 grudnia 2012)[12]
- Medal św. Wojciecha (2011)[13]